# Mirassol FC
Mirassol Futebol Clube – brazylijski klub piłkarski z siedzibą w Mirassol w stanie São Paulo.

## Historia
Mirassol Futebol Clube został założony w 9 listopada 1925 jako Mirassol Esporte Clube. W 1964 Mirassol EC połączył się z lokalnym rywalem – Grêmio Recreação Esporte Cultura Mirassol tworząc Mirassol Atlético Clube. W 1982 klub przyjął obecną nazwę. W latach 60., 70. i 80. klub występował w trzeciej lidze stanowej São Paulo.
W 1995 klub wystąpił w rozgrywkach Campeonato Brasileiro Série C. Mirassol zajął ostatnie miejsce w swojej grupie i odpadł z dalszych rozgrywek zajmując ostatecznie 101. miejsce. W 1997 klub wygrał rozgrywki trzeciej ligi stanowej. W 2007 klub po raz pierwszy w swojej historii awansował do pierwszej ligi stanowej. W 2008 Mirassol po raz drugi w swojej historii wystąpił w Série C. Klub ponownie odpadł w pierwszej fazie rozgrywek zajmując ostatecznie 54. miejsce. W 2009, 2011 i 2012 klub kwalifikował się do rozgrywek Campeonato Brasileiro Série D. Najlepszy start w tych rozgrywkach Mirassol zaliczył w 2011, kiedy to odpadł w ćwierćfinale z Oeste Itápolis, zajmując ostatecznie 6. miejsce.

## Sukcesy
- 2 sezony w Campeonato Brasileiro Série C: 1995 i 2008.
- mistrzostwo Campeonato Paulista Série A3: 1997.

## Nazwy klubu
- Mirassol Esporte Clube (1925–1964)
- Mirassol Atlético Clube (1964–1982)
- Mirassol Futebol Clube (1982– )

## Reprezentanci kraju grający w klubie
- Alessandro da Conceição Pinto
- Alexandre Paes Lopes
- Carlos Andrade Souza
- César Belli
- Doriva